# Скайлайн-Ейкерс (Огайо)
Скайлайн-Ейкерс (англ. Skyline Acres) — переписна місцевість (CDP) в США, в окрузі Гамільтон штату Огайо. Населення — 1446 осіб (2020).

## Географія
Скайлайн-Ейкерс розташований за координатами 39°13′39″ пн. ш. 84°33′59″ зх. д. / 39.22750° пн. ш. 84.56639° зх. д. (39.227619, -84.566490).  За даними Бюро перепису населення США в 2010 році переписна місцевість мала площу 1,70 км², уся площа — суходіл.

## Демографія
Згідно з переписом 2010 року, у переписній місцевості мешкало 1717 осіб у 623 домогосподарствах у складі 465 родин. Густота населення становила 1008 осіб/км².  Було 672 помешкання (395/км²).
Расовий склад населення:
| - 81,5 % — чорних або афроамериканців - 15,2 % — білих - 0,3 % — азіатів - 0,2 % — корінних американців - 0,1 % — вихідців з тихоокеанських островів |

До двох чи більше рас належало 2,7 %. Частка іспаномовних становила 0,4 % від усіх жителів.
За віковим діапазоном населення розподілялося таким чином: 30,5 % — особи молодші 18 років, 52,9 % — особи у віці 18—64 років, 16,6 % — особи у віці 65 років та старші. Медіана віку мешканця становила 36,4 року. На 100 осіб жіночої статі у переписній місцевості припадало 87,4 чоловіків;  на 100 жінок у віці від 18 років та старших — 77,9 чоловіків також старших 18 років.
Середній дохід на одне домашнє господарство  становив 35 421 долар США (медіана — 24 982), а середній дохід на одну сім'ю — 38 368 доларів (медіана — 24 879). За межею бідності перебувало 41,0 % осіб, у тому числі 59,4 % дітей у віці до 18 років та 13,6 % осіб у віці 65 років та старших.
Цивільне працевлаштоване населення становило 493 особи. Основні галузі зайнятості: виробництво — 21,7 %, науковці, спеціалісти, менеджери — 20,1 %, роздрібна торгівля — 17,0 %, освіта, охорона здоров'я та соціальна допомога — 16,0 %.